# Palazzo del Toro
Il palazzo del Toro è un grande edificio polifunzionale del centro di Milano, posto in piazza San Babila all'angolo con i corsi Matteotti e Vittorio Emanuele II.
È adibito in parte a residenze e in parte a uffici; in precedenza ha ospitato una sede della Toro Assicurazioni, società che diede il nome al palazzo.

## Storia
La costruzione del palazzo del Toro fu resa possibile dall'apertura della nuova piazza San Babila, realizzata negli anni trenta del XX secolo in seguito ad uno sventramento del centro storico di Milano in cui venne, fra gli altri, demolita la storica Casa Mozzanica sotto alla quale si trovava la Galleria De Cristoforis, demolita insieme ad esso. Sull'area di Casa Mozzanica sorse il nuovo Palazzo del Toro.
Inizialmente sull'area venne previsto da Aldo Andreani un grande complesso edilizio in cui l'architettura del movimento moderno era combinata con elementi del futurismo italiano, del costruttivismo sovietico e dell'espressionismo tedesco; tuttavia il risultato fu giudicato troppo innovativo, e pertanto il committente, la compagnia assicuratrice Toro & Excess, diede l'incarico a Emilio Lancia, architetto formatosi nell'ambiente novecentista.
Lancia, coadiuvato dall'ingegner Raffaele Merendi, progettò un edificio di imponenti dimensioni, ma di impianto e disegno più tradizionali, in uno stile intermedio fra razionalismo e novecentismo, con accenti monumentali, che si stava affermando come stile ufficiale del tardo fascismo.
La costruzione iniziò nel 1935 e si concluse nel 1939.

## Descrizione
L'edificio sorge su un lotto posto sul lato occidentale di piazza San Babila, compreso fra i corsi Matteotti e Vittorio Emanuele II.
La sistemazione planimetrica determina una divisione in due parti del complesso: la facciata principale è quella convessa che fronteggia piazza San Babila, e senza soluzione di continuità corso Vittorio Emanuele II, con un portico al piano terreno e un'ampia fascia finestrata continua ai piani superiori, dietro la quale sono posti gli uffici; lungo corso Matteotti invece la veste architettonica è più dimessa, e gli spazi interni sono adibiti a residenze. All'interno del lotto, verso la chiesa di San Carlo, è posto un corpo interno più alto, anch’esso ad uso residenziale.
Il piano terreno, occupato da negozi, è interamente accessibile anche attraverso una galleria interna a “T”, che riprende in parte il tracciato dell'antica galleria de Cristoforis, sita nello stesso luogo e abbattuta per costruire il palazzo. Nei sotterranei è sistemato un teatro (il Teatro Nuovo), accessibile dalla galleria interna.
La struttura portante è a pilastri in calcestruzzo armato, mentre il corpo interno è sostenuto da grandi portali, anch'essi nello stesso materiale, necessari per tenere libero lo spazio sottostante, adibito a sala teatrale.
La facciata principale, rivestita di materiali pregiati, è caratterizzata dalla grande fascia finestrata orizzontale, alta tre piani, forse ispirata alle opere di Erich Mendelsohn, ma ricondotta a un linguaggio più classico attraverso l'uso delle colonne. L'area d'angolo verso corso Matteotti utilizza un volume più pieno, che suggerisce la presenza di un elemento a torre, tuttavia solo accennato.